# El banquero anarquista
El banquero anarquista (en portugués, O Banqueiro Anarquista) es un libro del escritor y poeta portugués Fernando Pessoa editado por primera vez en el año 1922 en el número 1 de la Revista Contemporánea. Es una de las pocas obras de Pessoa publicada durante su vida, ya que la gran mayoría de su trabajo, especialmente aquellas obras firmadas por sus heterónimos fueron publicados después de su muerte. 

En cuanto a la práctica soy tan anarquista como en cuanto a las teorías. Y en la práctica soy más, mucho más anarquista que esos tipos que ud. citó. Toda mi vida lo demuestra.
 Declaración del banquero anarquista extraída del libro de Fernando Pessoa

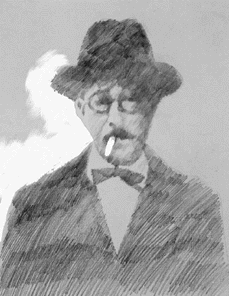
Fernando Pessoa retratado por João L. Roth.

En este cuento, Pessoa explora lo que él mismo denominaba la «sátira dialéctica», una forma de retorcer las contradicciones humanas hasta el ridículo, la doble lectura, el juego dialéctico, la exploración de la contradicción del personaje central del cuento se combinan con la sutileza literaria propia del mayor escritor portugués.  
Esta obra se encuentra disponible en el dominio público.  
- Wikisource contiene obras originales de o sobre El banquero anarquista.